# طقس موزورابي

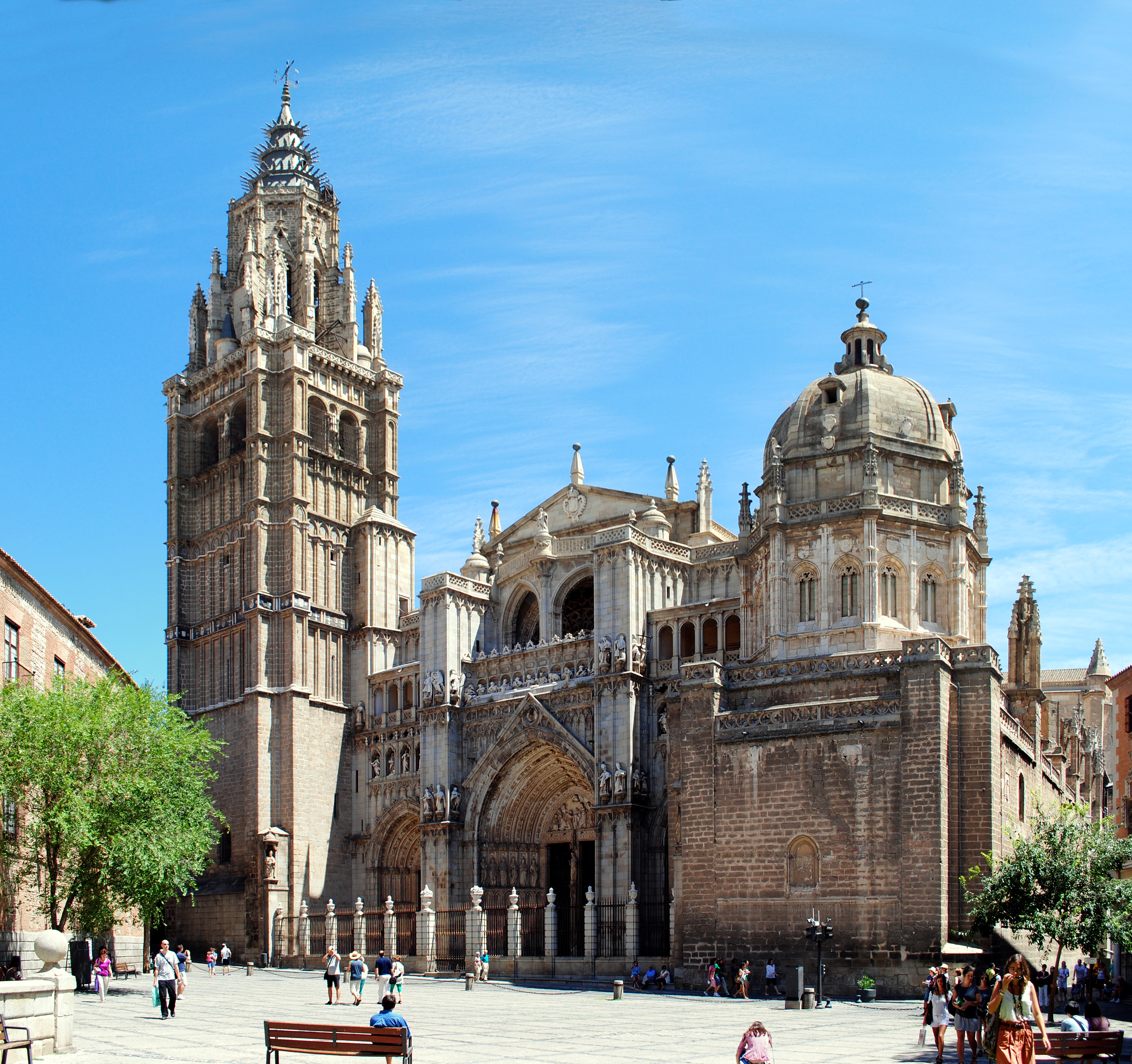
لا تزال مصلى كاتدرائية طليطلة يمارس الطقس الموزورابي.

الطقس الموزورابي أو الطقس المستعرب أو الطقس القوطي هو شكل من أشكال العبادة المسيحية في الطقوس اللاتينية للكنيسة الرومانية الكاثوليكية والكنيسة الإسبانية البروتستانتية الأسقفية. بداية تطور الطقس تعود إلى القرن السابع، كان الطقس واسع الانتشار بين المستعربون وهم المسيحيون الذين عاصروا وسكنوا تحت الحكم الإسلامي في الأندلس. أطلق عليهم المستعربون لكونهم تبنوا تقاليد العرب ولغتهم واهتموا بالحرف العربي وكانوا يجيدون الشعر والنثر العربي.
على الرغم من قيام البابا غريغوريوس الثالث عشر بإلغاء الطقس ما يزال يتواجد حتى اليوم فقط في مصلّى واحد داخل كاتدرائية طليطلة.

## مواقع خارجية
- ترنيمة من الطقس الموزورابي